# Машихинская
Машихинская — река на полуострове Камчатка в России.
Длина реки — 25 км. Впадает в реку Камчатка слева на расстоянии 668 км от устья.
По данным государственного водного реестра России относится к Анадыро-Колымскому бассейновому округу.
Код водного объекта 19070000112120000012843
Притоки:
- левые: Шаромский Кахон